# Igor Thiago
Igor Thiago Nascimento Rodrigues (Brasília, 26 de junho de 2001) é um futebolista brasileiro que atua como centroavante.[carece de fontes?] Atualmente defende o Brentford..
Sua carreira no futebol começou após uma infância marcada pela perda de seu pai, quando ele e seu irmão passaram a ajudar financeiramente a mãe, que trabalhava como gari.

## Biografia
Thiago realizou diversos trabalhos, incluindo atuar na feira, como servente de pedreiro e entregando panfletos de supermercado. Ele não tinha interesse pelo futebol no início, mas seu interesse cresceu ao ver a paixão de seu irmão pelo esporte.
Igor iniciou sua jornada esportiva no "Grêmio Ocidental" e colabora financeiramente com o projeto até hoje, auxiliando na compra de materiais esportivos para jovens que sonham em mudar a vida de suas famílias através do futebol.
Ele começou jogando futsal e passou por avaliações em várias equipes até ser aprovado no sub-17 do Verê, uma equipe do interior do Paraná. Posteriormente, Thiago teve a oportunidade de ingressar na base do Cruzeiro.

## Carreira

### Cruzeiro
No Cruzeiro, ele trabalhou na base até receber sua oportunidade no time principal. Sua chance veio em 2020, na Série B do Campeonato Brasileiro. Igor somou 56 partidas e sete gols durante seus dois primeiros anos como jogador profissional com o Cruzeiro.
Após a venda da SAF do Cruzeiro para Ronaldo Fenômeno, Thiago marcou três gols em oito jogos antes de ser transferido para o Ludogorets, da Bulgária. Sua passagem pelo Cruzeiro resultou em 10 gols em 65 jogos, tornando-se a primeira venda da história da Cruzeiro SAF, com uma transferência de 1,3 milhões de euros.

### Ludogorets
Em 2 de março de 2022, Igor Thiago se juntou ao Ludogorets.Thiago jogou sua primeira partida pela equipe principal em uma partida da Primeira Liga, em 30 de abril de 2022, contra o CSKA Sofia. Ele entrou como substituto e contribuiu para a vitória marcando seu primeiro gol.
Igor Thiago conquistou seu primeiro troféu ao se sagrar campeão búlgaro no final da temporada 2021-2022.
Na temporada 2022-2023, Igor Thiago ajudou sua equipe a conquistar seu décimo segundo título consecutivo do campeonato búlgaro.
No Ludogorets, ele teve a oportunidade de competir em competições europeias, acumulando 55 jogos, 21 gols e 11 assistências, além de conquistar quatro títulos.

### Brugge
Em 12 de junho de 2023, Igor Thiago transferiu-se para o Club Brugge, da Bélgica, em uma transferência no valor de 7,8 milhões de euros,  em um contrato de quatro anos. Ele  tornou-se a quinta maior compra da história do clube belga e o 12º brasileiro a representar o time.
Performando apenas uma época frente ao clube belga, o brasileiro mostrou muito talento de maneira imediata. Ao estrear na Jupiler Pro League de 2023–24, atingiu a meta adversária em um empate em 1–1 contra o KV Mechelen, seguindo de outro gol na vitória por 1–0 diante o KVC Westerlo na jornada posterior.
Ao longo do Campeonato, foi crucial no ataque e atingiu a marca de 16 gols em 26 partidas, incluindo um hat-trick na 19ª rodada em uma goleada por 6–1 contra o RWDM Brussels FC. Estes gols puseram o Club Brugge a disputar o título na Segunda Fase do torneio, onde Thiago conseguiu fazer apenas dois gols, ambos contra o KRC Genk, em oito jogos. Mesmo sem o mesmo destaque, viu seus companheiros contribuírem ativamente em novas vitórias e ajudar na conquista do título belga.
Quando entrou em campo pela Copa da Bélgica, mostrou grande talento ao fazer quatro gol em cinco jogos, mas não atingiu nenhum gol nos dois jogos de semifinal e viu o Royale Union Saint-Gilloise eliminá-los pelo agregado de 3–2.
A nível continental, Igor ajudou ativamente o clube a disputar a Liga Conferência Europa da UEFA de 2023–24. Nos Play-Offs, marcou dois gols em seis partidas. Quando foi à Fase de Grupos, foi essencial na reta final dos jogos anteriores aos jogos de Oitavas, pois marcou quatro vezes nas últimas três partidas. O Brugge avançou à semifinal, onde o brasileiro marcou seu quinto e último gol no jogo de ida diante a Fiorentina – quando perderam por 3–2. Na volta, Thiago deu uma assistência para Hans Vanaken abrir o placar aos 20 minutos de jogo, mas Lucas Beltrán igualou os marcadores aos 85 minutos e levou os italianos à final.
Igor terminou a relevante temporada com 55 jogos e 29 gols. O talento em uma liga pouco visada fez com que seu nome passasse a ser sondado por outros clubes, até que seu destino foi selado para ir à Premier League por um valor recorde.

### Brentford
Em 14 de fevereiro de 2024, o Brentford anunciou um acordo para a assinatura de Thiago em um contrato de cinco anos. A taxa não foi divulgada pelo clube, mas foi estimada em cerca de 30 milhões de euros, recorde do clube. Em termos belgas, esta foi uma nova venda recorde da Jupiler Pro League de 38 milhões de euros.
Em 20 de julho de 2024, Thiago sofreu uma lesão no menisco em sua estreia pelo Brentford em um amistoso de pré-temporada e foi posteriormente afastado por um grande período. O brasileiro, porém, retornou aos gramados em dezembro e fez sua estreia na Premier League de 2024–25 em um empate por 0–0 diante o Everton na 12ª rodada. Igor performou apenas após o minuto 72 e substituiu Yoane Wissa.
Na 15ª rodada, foi titular pela primeira vez ainda na Liga Inglesa, em uma vitória por 4–2 diante o Newcastle United, mas foi substituído aos 73 minutos de jogo e não retornou mais aos gramados até o quinto mês de 2025. Seu afastamento aconteceu após uma nova lesão ter sido detectada, dessa vez em seu menisco.
Quando voltou, na 35ª rodada, participou dos últimos quatro jogos da equipe, mas não participou diretamente de nenhum gol e viu o clube assumir a 10ª colocação na tabela.

## Clubes
| Clubes                | Temporada         | Liga              | Liga  | Liga | Estadual | Estadual | Copas Nacionais | Copas Nacionais | Copas Continentais | Copas Continentais | Outros | Outros | Total | Total |
| Clubes                | Temporada         | Divisão           | Jogos | Gols | Jogos    | Gols     | Jogos           | Gols            | Jogos              | Gols               | Jogos  | Gols   | Jogos | Gols  |
| --------------------- | ----------------- | ----------------- | ----- | ---- | -------- | -------- | --------------- | --------------- | ------------------ | ------------------ | ------ | ------ | ----- | ----- |
| Cruzeiro              | 2020              | Série B           | 18    | 0    | 6        | 3        | 3               | 0               | —                  | —                  | 0      | 0      | 27    | 3     |
| Cruzeiro              | 2021              | Série B           | 25    | 4    | 4        | 0        | 0               | 0               | —                  | —                  | 0      | 0      | 29    | 4     |
| Cruzeiro              | 2022              | Série B           | 0     | 0    | 7        | 2        | 1               | 1               | —                  | —                  | 0      | 0      | 8     | 3     |
| Cruzeiro              | Total             | Total             | 43    | 4    | 17       | 5        | 4               | 1               | 0                  | 0                  | 0      | 0      | 64    | 10    |
| Ludogorets Razgrad II | 2021–22           | Second League     | 4     | 3    | –        | –        | –               | –               | –                  | –                  | –      | –      | 4     | 3     |
| Ludogorets Razgrad    | 2021–22           | First League      | 2     | 1    | –        | –        | 0               | 0               | 0                  | 0                  | 0      | 0      | 2     | 1     |
| Ludogorets Razgrad    | 2022–23           | First League      | 32    | 15   | –        | –        | 5               | 1               | 15                 | 4                  | 1      | 0      | 53    | 20    |
| Ludogorets Razgrad    | Total             | Total             | 34    | 16   | 0        | 0        | 5               | 1               | 15                 | 4                  | 1      | 0      | 55    | 21    |
| Club Brugge           | 2023–24           | Pro League        | 4     | 3    | –        | –        | 0               | 0               | 6                  | 2                  | 0      | 0      | 10    | 5     |
| Total na Carreira     | Total na Carreira | Total na Carreira | 85    | 26   | 17       | 5        | 9               | 2               | 19                 | 7                  | 2      | 0      | 133   | 39    |

## Títulos

#### Ludogorets
- Primeira Liga: 2021–22, 2022–23
- Supercopa da Bulgaria: 2021–22
- Copa da Bulgária: 2022–23

#### Club Brugge
- Jupiler Pro League: 2023–24